# الدعامة (كشر)

تعديل مصدري - تعديل

الدعامة هي إحدى قرى عزلة عاهم بني شهر بمديرية كشر التابعة لمحافظة حجة، بلغ تعداد سكانها 467 نسمة حسب تعداد اليمن لعام 2004.